# Grant Sawyer

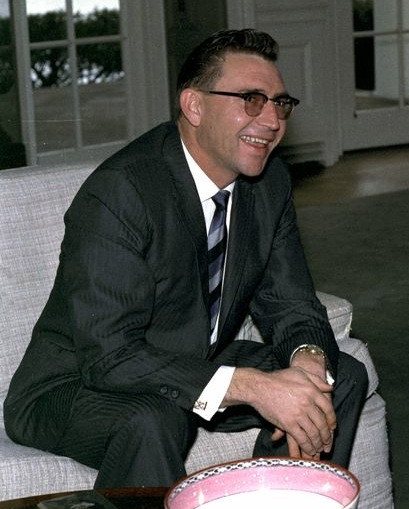
Grant Sawyer (1962)

Frank Grant Sawyer (* 14. Dezember 1918 in Twin Falls, Idaho; † 19. Februar 1996 in Las Vegas, Nevada) war ein US-amerikanischer Politiker und von 1959 bis 1967 Gouverneur des Bundesstaates Nevada.
Sawyer war der jüngste von drei Söhnen der Osteopathen Harry W. und Buela Cameron Sawyer. Er wuchs in der Nähe von Twin Falls auf. Während des Zweiten Weltkrieges diente er in der US Army. Er studierte am Linfield College in McMinnville (Oregon), der University of Nevada in Reno und der George Washington University Law School in Washington.
Nach seinem Studium war Sawyer von 1950 bis 1958 Bezirksstaatsanwalt des Elko County. Er wurde Mitglied der Demokratischen Partei, deren Democratic National Conventions er in den Jahren 1956, 1960 und 1964 als Delegierter besuchte. Außerdem war er 1955 Vorsitzender dieser Partei in Nevada. Von 1959 bis 1967 war er Gouverneur von Nevada. In seiner Amtszeit wurde mit der Rassenintegration an den Schulen des Staates begonnen und eine Bürgerrechtskommission gegründet. Außerdem wurde die Verwaltung reformiert. Er war maßgeblich an der Einführung des Black Book beteiligt. Die darin aufgelisteten Personen durften ein Kasino weder betreiben noch betreten.
Eine dritte Amtszeit blieb ihm versagt, da er die Wahl gegen den Republikaner Paul Laxalt verlor. Nach dem Verlust seines politischen Amts gründete er mit Kollegen eine Anwaltskanzlei, die schnell zur größten Nevadas wurde. Ex-Gouverneur Sawyer starb am 19. Februar 1996 in Las Vegas. Mit seiner Frau Bette Hoge hatte er ein Kind.